# Cửa cuốn nhanh

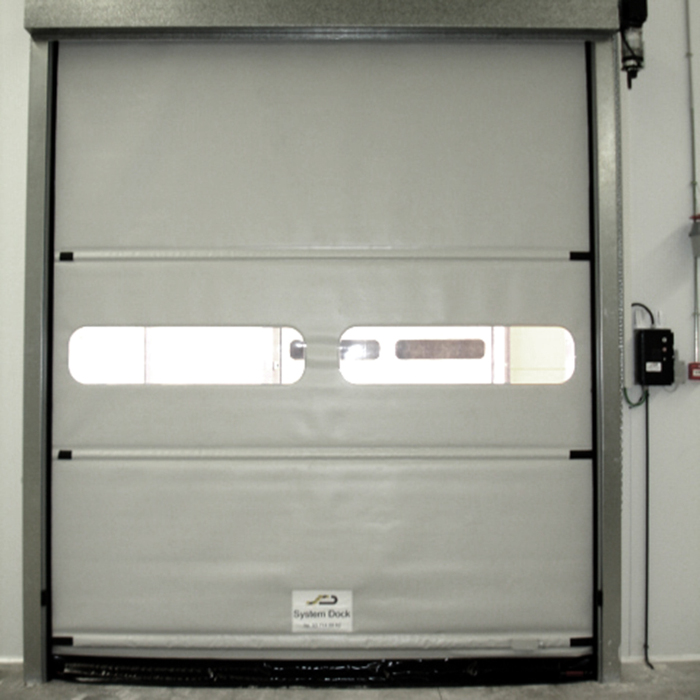
Cửa cuốn nhanh

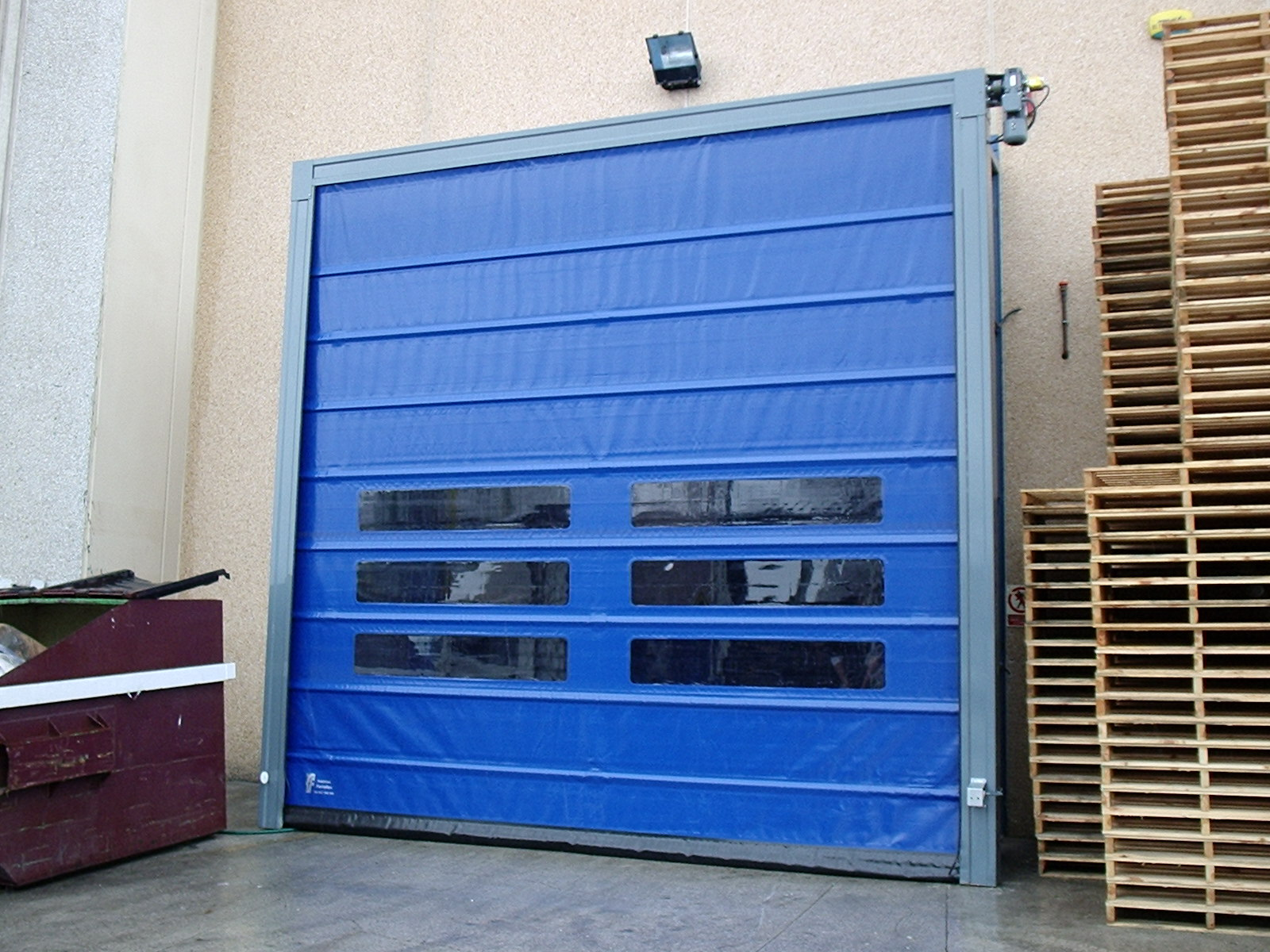
Cửa cuốn nhanh

Cửa cuốn nhanh là hệ thống cửa được sử dụng chủ yếu trong ứng dụng công nghiệp. Cửa cuốn nhanh là cải tiến kỹ thuật của cửa thường, cửa PVC hoặc cửa cuốn. Sự khác biệt chính của cửa cuốn nhanh là cấu trúc bền mang lại tốc độ vận hành cao hơn và chúng có thể duy trì số chu kỳ (chu kỳ mở và đóng) cao hơn và yêu cầu chi phí bảo trì và sửa chữa thấp hơn. Tùy thuộc vào lĩnh vực hay ứng dụng dự định, cửa cuốn nhanh có các loại cửa vận hành ngang hoặc dọc.